# Лора Доннеллі
Лора Доннеллі (англ. Laura Donnelly; нар. 20 серпня 1982, Белфаст, Велика Британія) — північноірландська актриса. Дебютувала в 2005 році в драматичному телесеріалі "Sugar Rush" на Channel 4, де зіграла Бет у двох епізодах.

## Фільмографія

### Фільми
| Рік  |   | Українська назва           | Оригінальна назва          | Роль          |
| ---- | - | -------------------------- | -------------------------- | ------------- |
| 2008 | ф |                            | Insatiable                 | Рейчел        |
| 2009 | ф | Страх                      | Dread                      | Еббі          |
| 2009 | ф |                            | Right Hand Drive           | Ешлі          |
| 2013 | ф |                            | Hello Carter               | Тара          |
| 2014 | ф |                            | Heart of Lightness         | Еліда         |
| 2015 | ф | Програма                   | The Program                | Емма О'Рейлі  |
| 2019 | ф | Толкін                     | Tolkien                    | Мейбел Толкін |
| 2023 | ф | Пограбування перед Різдвом | The Heist Before Christmas | Патриція      |

### Телебачення
| Рік       |    | Українська назва | Оригінальна назва                  | Роль                                        |
| --------- | -- | ---------------- | ---------------------------------- | ------------------------------------------- |
| 2005      | с  |                  | Sugar Rush                         | Бет (2 епізоди)                             |
| 2005      | с  |                  | Casualty                           | Флер Батлер (7 епізодів)                    |
| 2005      | с  |                  | Hex                                | Майя Робертсон (4 епізоди)                  |
| 2006      | с  |                  | The Bill                           | Джоді Макмілан (Епізод: "Chasing Shadows")  |
| 2007      | с  |                  | Rough Diamond                      | Аойфе (Епізод: "1.3")                       |
| 2008      | с  |                  | Occupation                         | Кеті Хіббс (2 епізоди)                      |
| 2008      | с  | Пригоди Мерліна  | Merlin                             | Фрея (2 епізоди)                            |
| 2008      | тф |                  | Best: His Mother's Son             | Барбара Бест                                |
| 2012      | с  |                  | Missing                            | Вайолет Хіт (10 епізодів)                   |
| 2013      | с  | Падіння          | The Fall                           | Сара Кей (5 епізодів)                       |
| 2014—2017 | с  | Чужоземка        | Outlander                          | Джанет «Дженні» Фрейзер Мюррей (8 епізодів) |
| 2016      | с  | Беовульф         | Beowulf: Return to the Shieldlands | Ельвіна (12 епізодів)                       |
| 2018—2021 | с  | Британія         | Britannia                          | Гелла (6 епізодів)                          |
| 2021—2023 | с  | Небувалі         | The Nevers                         | Амалія Тру (12 епізодів)                    |
| 2022      | тф | Нічний вовкулака | Werewolf by Night                  | Ельза Бладстоун                             |